# Kwonkan
Kwonkan es un género de arañas migalomorfas de la familia Nemesiidae. Se encuentra en Australia.

## Lista de especies
Según The World Spider Catalog 14.0:
- Kwonkan anatolion Main, 1983
- Kwonkan eboracum Main, 1983
- Kwonkan goongarriensis Main, 1983
- Kwonkan moriartii Main, 1983
- Kwonkan silvestris Main, 1983
- Kwonkan wonganensis (Main, 1977)